# Драго Пилсел
Драго Пилсел (Буенос Ајрес, 21. септембар 1962) хрватски је новинар и активиста за људска права.

## Биографија

### Дјетињство и младост
Драго Пилсел је рођен у Буенос Ајресу 21. септембра 1962. у политички ангажованој породици. Његови родитељи били су хрватски имигранти који су у Аргентину дошли као дјеца након Другог свјетског рата. Његов дјед по оцу био је усташки војник. Адолф Пилсес, Драгин отац, био је члан фашистичке организације Хрватски ослободилачки покрет. Једно вријеме је био и тјелохранитељ Анта Павелића.
Драго Пилсел је дјетињство провео у Комодоро Ривадавију, гдје се његов отац бавио грађевинарством. Након финансијских проблема, вратили су се у Буенос Ајрес. Његов отац је био приморан да напусти њега и мајку послије неког времена и пресели се у Парагвај.

### Активизам у Аргентини
Пилсел је средњошколске године провео током Процеса националне реорганизације. У том периоду се упознао са новинарством и људским правима. У Комодо Ривадавију се вратио 1979. и почео радити на телевизијском станици Channel 9. У Буенос Ајресу је завршио средњу школу за механичаре и почео радити у грађевинарству. Био је посвећени хрватски националиста. Редовно је правио графите против Југославије и ширио мржњу према њој. Једном је разбио и прозор синагоге. Након што је осамдесетих година неко вријеме провео у Сао Паулу са својом дјевојком, заинтересовао се за фрањевачки ред. Вратио се у Аргентину и прикључио се реду. Било је то у вријеме када је одбацио национализам.

### Активизам у Хрватској
Први пут у животу у Загреб је дошао 1989. као фрањевац. У јануару 1991. прелази у богословију Ријечко-сењске надбискупије.
Напустио је фрањевце у септембру 1991. након нестанка његовог брата Бранка, припадника 4. бригаде Збора народне граде, током Рата у Хрватској. Он се одмах пријавио у исту јединицу у којој је брат служио, а којом је командовао будући министар одбране Републике Хрватске Анте Котромановић. Војску је напустио 1992. године. У марту 1992. уписао се на студијски програм филозофије и теологије на Католичком богословском факултету у Загребу. Положио је све завршне испите, али је на крају дипломирао на Високој евангелистичкој теолошкој школи у Осијеку.
Док је студирао у Загребу, радио је на локалној телевизијској станици Отворена телевизија, гдје је имао властиту емисију. Емисија се углавном заснивала на вјерским темама. Био је дугогодишњи дописник за новине Нови лист (1995—2009). Што се тиче других новина или часописа, најистакнутији су: Feral Tribune, Глобус, Глас Концила, Нови Пламен и Слободна Далмација. Такође је био аутор и дописник за стране медијске куће, посебно за El Pais (Шпанија), BBC (Уједињено Краљевство), Монитор (Црна Гора) и Независне новине (Босна и Херцеговина).
Драго Пилсел био је један од оснивача Хрватског хелсиншког одбора (ХХО), организације за заштиту људских права. Пажњу јавности привукао је средином деведесетих када је истраживао и лоцирао српске жртве након завршетка ратни сукоба у Хрватској. Ушао је у Книн убрзо након операције Олуја и отпочео рад на терену. Открио је хрватске ратне злочине у Лици и Госпићу. Није се слагао са предсједавајућим ХХО Иваном Звонимиром Чичком. Из ХХО је искључен 1997. године. Пилсел се након тога са супругом одселио у Сарајево, гдје је живио неколико година.
Пилсел је предводио прву Загребачку поворку поноса 2002, што је у то вријеме био велики успјех у остваривању грађанских права.
Исте године искључен је из Хрватског друштва католичких новинара. Неколико дана раније, Пилсел је критички напао бискупа и рекао да је Католичка црква у Хрватској:  „нехумана, националистичка, католичка секта од које жели да се држи подаље”. Пилсел има негативан став према хрватском кардиналу Јосипу Бозанићу и институцији Католичке цркве у Хрватској. Он сматра да су оне крајње десничарски оријентисане и да желе манипулисати политичарима.
Потписник је Декларације о заједничком језику из 2017. године.

## Политичко дјеловање
Драго Пилсел је одбацио национализам и десничарску идеологију током свог боравка у фрањевцима у Аргентини. Свој новинарски рад описао је као залагање за „хришћански хуманизам, културу људских права и антифашизам”. Био је пријатељ и поштовалац Владе Готовца, познатог хрватског пјесника и социјал-либералног политичара. Пилсел је пружао подршку у вођењу предсједничке кампање Готовца 1997, који је завршио на 3. мјесту.
Придружио се предсједничкој кампањи Иве Јосиповића 2009. године. Након побједе изборима, Пилсел се придружио предсједничкој канцеларији и постао шеф одјељења за аналитику. У марту 2010. поднио је оставку из непознатих разлога, али се сматра да је главни разлог била његова колумна Не пуцајте у колумнисте! на порталу Regional express у којој је користио вулгаран рјечник. Пилсел негира да је то био разлог.
На парламентарним изборима 2011. Пилсел је водио кампању независног кандидата Ивана Грубишића. Грубишићева листа је освојила два мандата у Хрватском сабору.

## Дјела
- Хрватска — стото Папино путовање (2003)[8]
- Фрањо: Папа с краја свијета (2013)[9]
- Аргентински роман (2014)[10]
- У што вјерујемо ми који у бога не вјерујемо (2017)[11]